# Tadeusz Mikołaj Trajdos
Tadeusz Mikołaj Trajdos (ur. w 1951) – polski historyk mediewista, doktor habilitowany nauk humanistycznych, profesor Mazowieckiej Wyższej Szkoły Humanistyczno-Pedagogicznej w Łowiczu, pracownik naukowy Instytutu Historii PAN, od 2010 profesor w IH PAN.

## Życiorys
W czerwcu 1981 uzyskał stopień doktora, a w 1994 otrzymał stopień doktora habilitowanego nauk humanistycznych, na podstawie rozprawy: U zarania Karmelitów w Polsce.
Specjalizacja – historia Kościoła XIV-XV w., dzieje kultury późnośredniowiecznej, ziemie wschodnie Korony Polskiej, życie religijne i osadnictwo Spisza i Orawy.
Od 1981 r. był pracownikiem Instytutu Historii PAN. Pracował też w Wyższej Szkole Rolniczo-Pedagogicznej w Siedlcach (1993–1994), Akademii Teologii Katolickiej w Warszawie (1994–1995), Mazowieckiej Wyższej Szkole Humanistyczno-Pedagogicznej w Łowiczu (1996–2001), Podhalańskiej Państwowej Uczelni Zawodowej w Nowym Targu (2003–2009) oraz na Uniwersytecie Warszawskim (2007–2013).

## Wybrane publikacje
- Drohobycz – miasto królewskie i jego kościoły. Warszawa : "Wspólnota Polska", 2001. (seria: "Zabytki Kultury Polskiej poza Granicami Kraju". Seria A ; z. 3) ISBN 83-87070-53-X
- Dzieje i kultura Orawy, Kraków : "Secesja", 1993. (seria: "Biblioteka Orawska" vol. 2) ISBN 83-85483-18-7|
- Dzieje Spisza w nauczaniu szkolnym : (materiał pomocniczy), Szczawnica : Ośrodek Kultury Turystyki Górskiej PTTK w Pieninach, 1991. (seria: "Seria z Okienkiem")
- Kościół katolicki na ziemiach ruskich Korony i Litwy za panowania Władysława II Jagiełły (1386-1434), t. I, Wrocław-Warszawa-Kraków-Gdańsk-Łódź : Zakład Narodowy im. Ossolińskich, 1983. ISBN 83-04-01510-2
- Kościół w Orawce (współautor Hanna Pieńkowska), Kraków : "Secesja", 1999, (Seria: "Biblioteka Orawska" vol. 13), ISBN 83-87345-75-X
- Leśnica Pienińska : z dziejów wsi, kościoła i parafii, Nowy Targ : [Zakład Poligraficzny "MK"] ; Łapsze Niżne : Związek Polskiego Spisza, 2016, ISBN 978-83-64477-28-7
- Przydrożne i cmentarne figury kamienne na Orawie w granicach Polski, Zubrzyca Górna : Muzeum – Orawski Park Etnograficzny, 2016, (seria: "Biblioteka Orawska") ISBN 978-83-65176-19-6
- Spisz środkowy i północny w naszym stuleciu, Warszawa : SKPB, 1987.
- Szkice z dziejów Zamagurza, Kraków : Oficyna Podhalańska : "Secesja", 1991
- U zarania karmelitów w Polsce, Warszawa : Instytut Historii Polskiej Akademii Nauk, 1993, ISBN 83-90084-61-9
- Wizytacja Zsigraya z roku 1700 na Zamagurzu Spiskim, Szczawnica : Ośrodek Kultury Turystyki Górskiej PTTK w Pieninach, 1992.
- Z dziejów wsi i parafii Zamagurza Spiskiego, Łapsze Niżne : Związek Polskiego Spisza ; Nowy Targ : Zakład Poligraficzny "MK", 2011. ISBN 978-83-60306-73-4
- Zamagurze spiskie : fenomen przetrwania polskości, Szczawnica : Ośrodek Kultury Górskiej PTTK w Pieninach, 1990. (seria: "Seria Z Okienkiem" nr 24)

- Niemcy na górnym Spiszu [w:] "Płaj. Almanach karpacki" T. 19, jesień 1999, ISBN 83-85258-21-3, s. 67-92;
- Bardiowska pracownia malarska na pograniczu Galicji i Górnych Węgier w 3. ćwierci XIX wieku.

- Materiały do krajoznawstwa Marmaroszu w granicach Ukrainy, w: Płaj. *Almanach Karpacki.
- O Kołomyi dawnej, wczorajszej i dzisiejszej.
- Początki osadnictwa Wołochów na Rusi Czerwonej, [w:] Łemkowie w historii i kulturze Karpat, red. Jerzy Czajkowski.
- Kult maryjny w kościołach mendykanckich średniowiecznego Lwowa, [w:] Ecclesia et civitas. Kościół i życie religijne w mieście średniowiecznym, Warszawa 2002, s. 415-432.